# Nordväst Rörmyren
Nordväst Rörmyren este o arie protejată (arie specială de conservare — SAC, sit de importanță comunitară — SCI) din Suedia întinsă pe o suprafață de 2,6 ha, integral pe uscat.

## Localizare
Centrul sitului Nordväst Rörmyren este situat la coordonatele 59°40′47″N 18°38′16″E / 59.6798°N 18.6377°E.

## Înființare
Situl Nordväst Rörmyren a fost declarat sit de importanță comunitară în iunie 2001 pentru a proteja un număr necunoscut de specii din flora spontană și fauna sălbatică aflate în arealul zonei. Situl a fost protejat și ca arie specială de conservare în martie 2011.

## Biodiversitate
Situată în ecoregiunea boreală, aria protejată conține 2 habitate naturale: Păduri pe pante, grohotișuri și ravene de Tilio-Acerion, Taiga vestică.
La baza desemnării sitului se află un număr nedeclarat de specii protejate.